# Дом П. В. Вяхирева
Дом П. В. Вяхирева — старинное здание в историческом центре Нижнего Новгорода. Построено в 1860—1861 годах по проекту архитектора Н. И. Ужумедского-Грицевича в стиле академической эклектики.
Входит в историческую застройку вокруг Ильинской церкви.

## История
Уроженец Балахны А. И. Вяхирев записался вместе с женой и шестью сыновьями в нижегородские купцы третьей гильдии в 1839 году. Сначала он проживал в Благовещенской слободе в собственном каменном доме, стал крупным хлеботорговцем и поставщиком леса для развернувшегося в городе крупного жилищного строительства. Его внук, Павел Васильевич, состоял во второй гильдии купечества. Он переехал на постоянное жительство ближе к Нижнепосадскому торгу и в начале древней Ильинской улицы решил выстроить каменный дом со службами.
Проект двухэтажного с подвалом и антресолью (фактически четырёхэтажного) дома выполнил городской архитектор Н. И. Ужумедский-Грицевич. План-фасады были одобрены Нижегородской Строительной комиссией 16 августа 1860 года и тогда же начались строительные работы. На проекте архитектор приписал: «По взаимному соглашению с домовладельцем надзор за работами при возведении сего дома желаю принять на себя».
Антресольный этаж предполагалось выполнить с обращёнными лишь в сторону двора окнами, но в процессе постройки он был устроен над всем домом. Первый этаж получил квадровую рустовку с замковыми камнями над оконными проёмами, второй — необычные формы наличников.
Возведённое профессиональным архитектором и строителем здание хорошо сохранилось до наших дней и представляет собой интересный образец застройки так называемых «неудобиц» города — косогоров Ильинской горы со значительным перепадом высот на строительной площадке и удачным решением возникших из-за этого трудностей.